# 二岡智宏
二岡 智宏（におか ともひろ、1976年4月29日 - ）は、広島県三次市出身の元プロ野球選手（内野手、右投右打）、プロ野球コーチ。
2024年シーズンから、読売ジャイアンツのヘッド兼打撃チーフコーチを務める。

## 経歴

### プロ入り前
広島県三次市出身。同じプロ野球選手の福原忍と小学校から高校（広陵高等学校）まで同窓であり、中学校までは二岡がエースだった。
1993年（広陵高校2年生時）の秋、翌1994年春の選抜高校野球大会の実質的な予選となる広島県秋季大会に選手として出場。10月2日に行われた同大会の準決勝を応援に向かった両親が交通事故に遭う。二岡は準決勝終了後に、母親は無事だったが父親が意識不明であることを知らされる。当日夜は病院で父に付き添い、10月3日の決勝へ臨むこととなった（この頃「自分の責任ではないか」とも思えていたという。）。決勝は広島商業と対戦し、9回裏二死まで8-0とリード、福原が完封目前だったが中井哲之監督の配慮で二岡が登板、3球三振で試合を決めた。父親は10月7日に他界。この経験からプロ入り後、親が交通事故に遭った小・中学生を試合に招待する活動を行うことになる（後述）。
1994年（同高校3年生時）には福原との二枚エース兼三塁手のレギュラーとなる。この年の広陵高校は全国高等学校野球選手権広島大会の優勝候補筆頭であったが、3回戦で新井貴浩のいた広島工業高校に敗れた。高校卒業時にプロからの誘いもあったが、元々進学希望であったのでこれを断り、近畿大学に進学。なお、実兄も広陵高校野球部に所属し、1991年の第63回選抜高等学校野球大会の優勝メンバーだった。
進学した近畿大学では1年生時からレギュラーとなり、秋にはリーグ優勝で臨んだ明治神宮大会代表決定トーナメント初戦では兄が3番を打つ大学と対戦し、先制打を放つなどの活躍で勝利。本戦では初戦で唯一の得点となるソロ本塁打で勝利に貢献した。7季連続ベストナイン、関西学生リーグ通算91試合に出場し、打率.324、13本塁打、70打点、114安打を記録し、宇高伸次や1年上の清水章夫両投手、藤井彰人捕手らと共に大学日本一など多くのタイトルを獲得。1997年には春・秋のリーグ戦、大学選手権、明治神宮野球大会、社会人野球日本選手権優勝チームとのアマ王座決定戦の全てで優勝し、史上初のアマチュア5冠達成の原動力となった。同年8月にはIBAFインターコンチネンタルカップに日本代表として出場、優勝メンバーの一員となる。

### 巨人逆指名までの経緯
1998年のドラフトでは、二岡の獲得を巡って地元球団の広島東洋カープのほか、阪神タイガース、読売ジャイアンツ（巨人）が争うこととなった。広島は地元出身の二岡を高校時代から評価しており、同年春の段階で希望入団枠制度枠（希望枠）による獲得を目指すことを早々に公表、また希望枠による選手獲得は二岡以外には行わない姿勢を見せた。阪神も二岡が地元関西の近畿大学在学とあって同年春に1位指名を表明したものの、一時は全国高等学校野球選手権大会で大活躍した松坂大輔指名に傾くなど迷いを見せ、秋になって再度、二岡指名を表明した。
広島スカウトの宮本洋二郎は、近畿大学在学中の4年間常に二岡をマークし、全日本代表に選ばれた際にはオランダ・イタリアまで遠征し、1998年秋の時点で広島に来てくれるという確かな感触を掴んでいたという。球団も野村謙二郎の後継者として期待していたが、最終的に二岡はドラフト直前になって一気に交渉を進め巻き返した巨人（上原浩治の1位指名を予定していたため、2位指名が確実だった）を逆指名。入団断りの連絡が大学関係者から広島球団に入った際、諦めきれなかった宮本は「僕は二岡君本人から入団断りの言葉を聞いていない、それを聞くまでは下がれません」と食い下がったが、宮本が二岡本人の言葉を聞くことは最後までなかった。なお、背番号は7に決定した。
ドラフトから3年後の2001年9月に出版された『青い空を見上げて-読売ジャイアンツ二岡智宏』において、二岡の母は、二岡本人が当時「自分では決められない、くじで決めたいぐらいだ」と言うほど悩んでいたこと、『広島を拒否』などと身に覚えのない発言や契約金を巡った憶測を記事にする報道に対し、本人がそれまでに見たことないほど怒っていたこと、広島をひっそりと出発せざるを得なくなったことに対し、「何も悪いことをしていないのに」と複雑な気持ちだったことを明かした。
だが2012年3月15日、朝日新聞朝刊にて1998年のドラフト指名に際し、最終的に巨人から二岡側に5億円＋退団時の功労金7000万円＋出来高3000万円が支払われていた疑惑が報じられる。契約では、球界で定められた最高標準額1億5千万円を超過する金額については複数年の分割払いとし、各年の出来高条件の一部をクリアした場合に支払われるとされていた。巨人にとって出来高払いは税務上、契約金の分割払いとみなされ、通常の出来高払いとは違う会計処理をしていた。二岡も税務申告する際、契約金の一部であることを明らかにしていた。

### 巨人時代
1999年、長期にわたり巨人の遊撃手のレギュラーだった川相昌弘からポジションを奪取。その川相は「ショートを二岡がやるんだったら、私はサードでもセカンドでもどこでもできますよ。…ということをアピールしてやろう」という自身の心境を自著で書いている。4月24日の対横浜ベイスターズ戦で9回二死一塁の打席で阿波野秀幸からサヨナラ2点本塁打、5月16日の対横浜戦で1回裏、矢野英司から自身初の初回先頭打者本塁打、8月12日の対ヤクルトスワローズ戦で7回二死満塁の打席で山本樹から自身初の満塁本塁打、8月31日の対中日ドラゴンズ戦で6回、川上憲伸から球団通算7000号となる本塁打、9月19日の対広島戦で9回一死無走者の打席で横山竜士からサヨナラ本塁打を打った。新人選手が1シーズンにサヨナラ本塁打を2度記録したのは、1952年の佐藤孝夫（国鉄スワローズ、現・東京ヤクルトスワローズ）以来で47年ぶり、史上2人目。シーズン通算では126試合に出場し打率.289、18本塁打の成績を残した。例年ならば新人王に選ばれても決しておかしくない活躍だったが、同期入団で投手主要タイトルを総ナメにしていた上原浩治が新人王に選出された。
2000年はシーズン序盤から右手親指の故障に苦しみ、118試合に出場したものの規定打席には大きく届かなかったが、シーズン後半には優勝争いをしていたチームに復帰し、7月16日の対ヤクルト戦で9回無死無走者の打席で五十嵐亮太からサヨナラ本塁打を打ったほか、9月24日の対中日戦では9回一死無走者の打席でエディ・ギャラードから巨人のセントラル・リーグ（セ・リーグ）優勝を決めるサヨナラ本塁打を打った。
2001年は開幕直後から陥ったスランプと7月19日の対阪神戦で負った左手有鈎骨骨折で苦しみ、86試合出場に留まった。
2002年は新監督の原辰徳の構想で当初2番を予定していた仁志敏久が開幕から不振に陥り、シーズン途中から2番打者として定着、5月末に脹脛痛などで一軍登録を抹消されるなどこの年も故障に苦しみながらも、7月2日の対中日ドラゴンズ戦では2-2の同点の延長12回二死一・二塁の打席で遠藤政隆からサヨナラ3点本塁打を放ち、シーズンでは112試合に出場し、巨人の遊撃手としては初の20本塁打以上となる24本塁打を放った。同年秋の西武ライオンズとの日本シリーズでは、シリーズ史上初の3戦連続猛打賞、第1戦の第2打席から第2戦の第2打席まで5打席連続安打（1977年の土井正三と並び、日本シリーズ歴代3位、球団タイ記録）、第3戦では三井浩二から満塁本塁打を放つなど4試合通算で19打数9安打（打率.474）、打点5の成績を残し、日本シリーズMVPに輝いた。
2003年、5月15日の対横浜戦で自身初の1試合3本塁打を記録。チーム内に故障者が多発する中、自身初の全試合出場を果たし、初の打率3割、自己最多の29本塁打、67打点、14盗塁を記録してベストナインを受賞した。

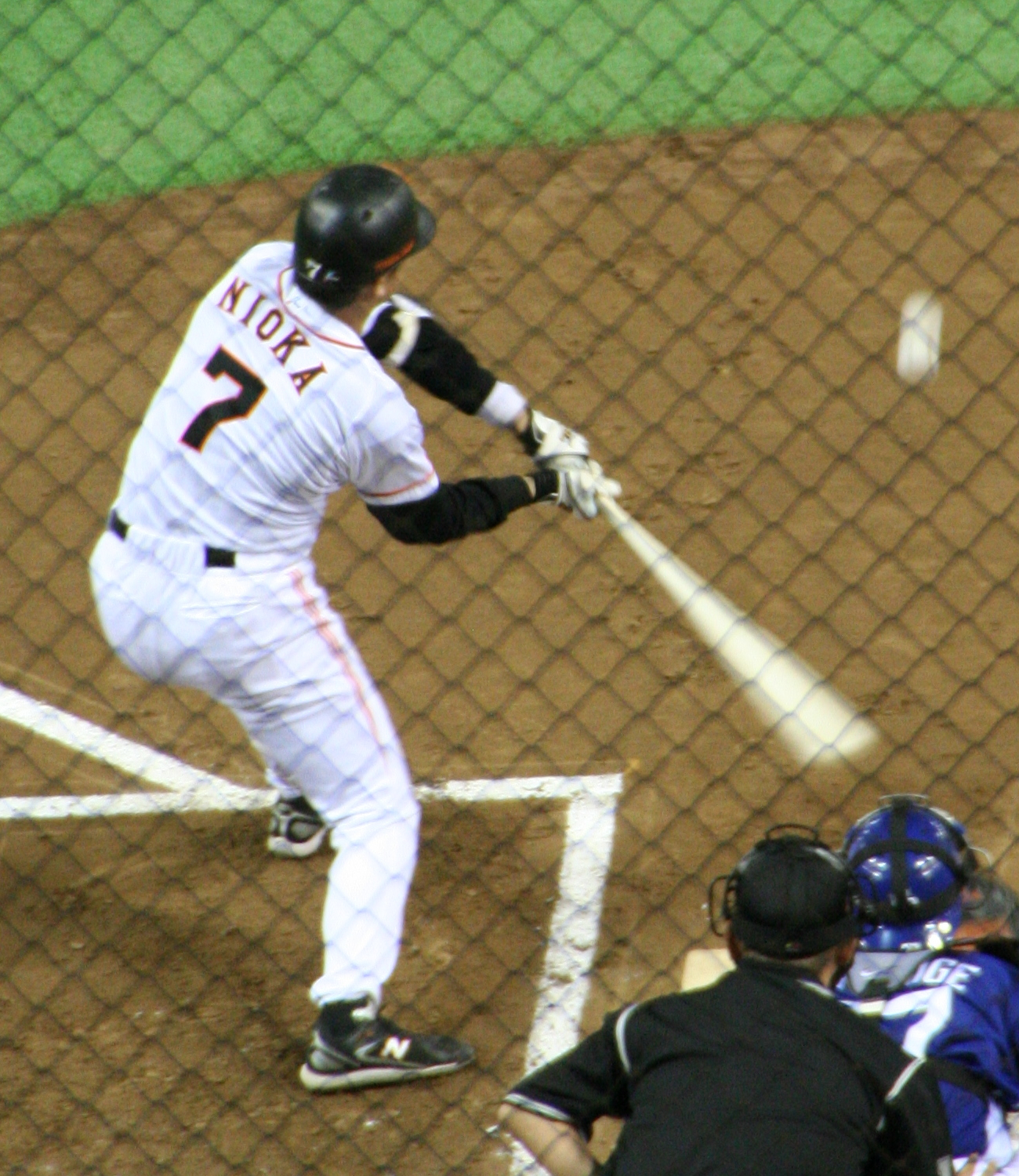
巨人選手時代

だが、翌年2004年の春季キャンプ中に左脹脛を痛めてしまう。故障者続出のチーム事情から調整不十分での出場を余儀なくされ、91試合に出場したが本塁打は一桁の9本、盗塁はプロ入り初のゼロに終わるなど成績は大きく低下する。また、この年より、交通事故で親が死亡或いは重い障害を負った小、中学生を試合に招待する「二岡ボックス」の実施を始めた。
2005年は開幕から40試合本塁打がなく、シーズン初本塁打は5月19日に対福岡ソフトバンクホークス戦（福岡ヤフードーム）で5回一死一塁の打席で星野順治から打ったランニング本塁打だった。8月12日の対阪神戦で延長10回一死無走者の打席で久保田智之から打ったサヨナラ本塁打により、同一リーグの対戦球団全てからサヨナラ本塁打を記録。夏場になると調子を上げていき、8月30日から9月29日まで22試合連続試合安打を記録するなど安打を量産し、自己最高打率を更新（.301）した。オフの12月18日、フリーアナウンサーの用稲千春と結婚。
2006年4月30日の対中日6回戦（東京ドーム）で、NPB史上初の2打席連続満塁本塁打を含む3本塁打10打点を挙げた（#記録）。6月8日の対ソフトバンク戦で球団第71代目の四番打者として先発出場。巨人の生え抜き選手での四番打者は高橋由伸以来7年ぶりであり、巨人の「四番・遊撃手」は1961年の長嶋茂雄以来45年ぶりであった。その後も安定した成績を残し、夏に喉に投球を当てたり、終盤に膝痛を発症し前半戦は首位打者争いを演じていた打率は3割を割るほど低下しながらも試合には出場し続け、チームがBクラスに低迷する中3年ぶりに全試合出場（チームでの全試合出場も自身以来）と気を吐いた。
2007年は開幕戦こそ怪我で欠場したものの、4月1日の対横浜戦でシーズン初出場。この年は主に5番での出場が多く、打率3割には届かなかったが、2年連続で20本塁打をクリアし、自己最多となる83打点を挙げた。
2008年は高橋由伸に代わり第15代目巨人軍選手会長に就任。同年の開幕戦に出場するものの試合中に右ふくらはぎを肉離れし、翌日より二軍調整。当初は7月11日に復帰する予定だったが、後述の山本モナとの不倫スキャンダルが発覚したため、延期となった。7月20日の横浜戦で一軍復帰したが、正遊撃手には当時19歳の坂本勇人が定着したため、三塁手としての出場となった。その後9月14日に右足首を捻挫して再び二軍落ちするとこれ以降一軍に復帰することはなかった。自己最少の31試合の出場に終わり、チームはリーグ連覇したがポストシーズンに出場することはないままシーズンを終えた。

### 日本ハム時代

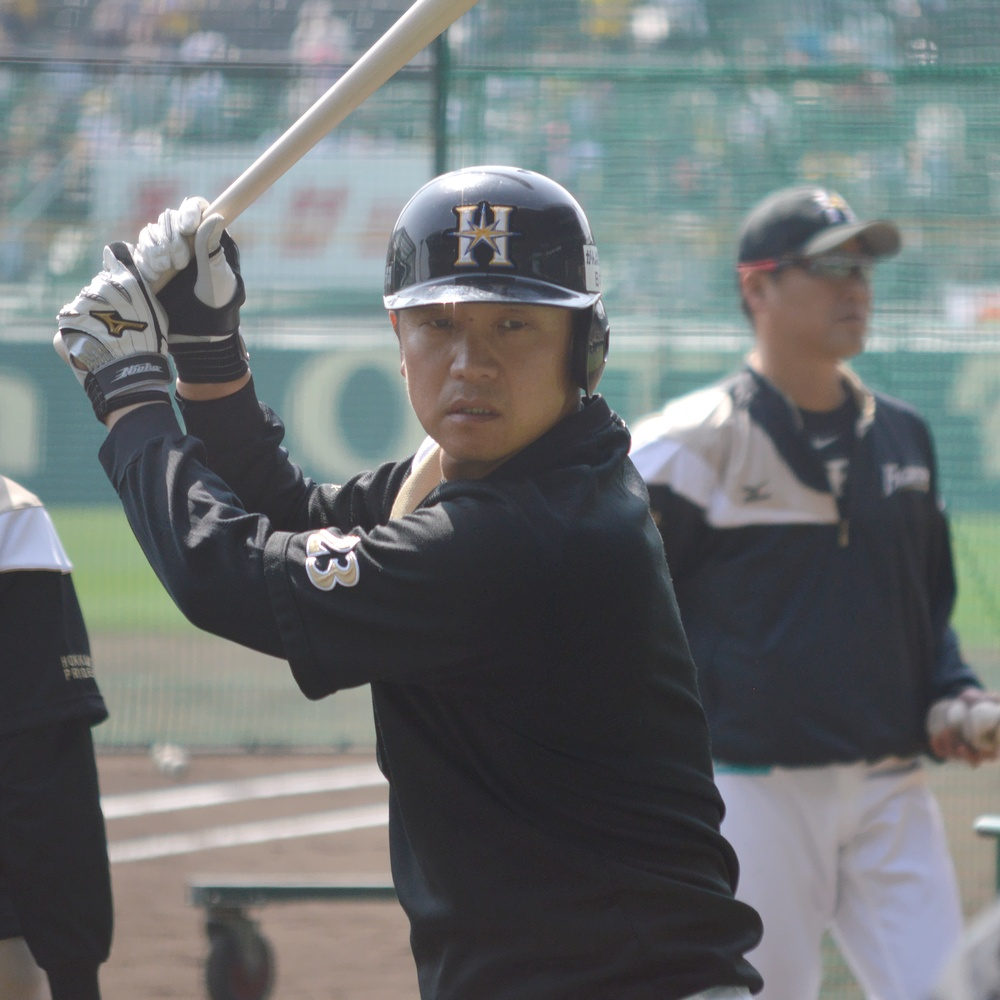
日本ハム時代

2008年11月14日、マイケル中村・工藤隆人との交換トレードで林昌範とともに北海道日本ハムファイターズへ移籍。なお、「選手会長の任期1年での解任」と「選手会長がトレードに出されたこと」は異例中の異例で、ともに球団史上初めてのことである。11月25日に札幌市内で入団会見を行った。背番号は「（巨人時代の）7以外なら何でもいい」という本人の要望により23となった。
2009年の春季キャンプでは足の故障の影響で中盤から別メニューで調整し、終了後も二軍調整していたが、オープン戦期間中に一軍復帰。3月14日に行われた中日戦（札幌ドーム）で試合途中に移籍後初出場。3月17日の巨人戦（東京ドーム）では移籍後初安打を放った。シーズンが始まると、4月4日の東北楽天ゴールデンイーグルス戦（札幌ドーム）で移籍後シーズン初安打を、4月7日の千葉ロッテマリーンズ戦（東京ドーム）で移籍後初本塁打を打った。この年は自身初となる指名打者枠でオールスターゲームのファン投票で出場した。代打としても21回起用され、代打での打率は.400（20打数8安打）だった。
2010年4月15日から4月18日、5月16日から5月22日、5月29日から6月2日までと4番遊撃手・三塁手・指名打者で出場した。5月19日の巨人戦（札幌ドーム）でディッキー・ゴンザレスから本塁打を打ったことで、セ・パ12球団全てからの本塁打を記録した。また、2年連続指名打者枠でオールスターゲームに出場した。シーズン10月19日に痛めていた、右肘の手術を行った。
2011年5月7日の試合で勝ち越しの本塁打を放ち、ヒーローインタビューを受けた際に同じく本塁打を打った中田翔に対して「中田の品のないホームランよりは、僕のほうが品があったんじゃないかと思います」とジョークで札幌ドームの日ハムファンの笑いを誘った。シーズンを通しては様々な故障を抱えていることや、稲葉篤紀やマイカ・ホフパワーが一塁手で使われるようになったことなどがあり、守備には一度もつかず、出場数が減ることとなり、主に指名打者もしくは代打での出場が主となった。7月9日の楽天戦では川岸強から代打満塁本塁打を放った。
2012年は、打率.353と高打率を残し、特にスタメン時は打率.444、得点圏打率.343と勝負強さを発揮した。契約更改では球団からは前年まで3年連続ダウン提示を受けこの年もアップ提示はされず現状維持を提示されたが二岡は保留せずサインした。
2013年もシーズン序盤から代打要員として一軍に帯同していたが、両脹脛の不調もあって5月30日に二軍降格、10日間の調整を経て再び一軍に復帰するも本来の調子が取り戻せず、42打数3安打、打率.071とシーズンを通して不調に終わった。10月3日に球団から戦力外通告を受けた。

### 現役引退後
日本ハムからの戦力外通告後は、12球団合同トライアウトへ参加しない一方で、2013年の各球団の仕事納め（12月27日）を期限に現役続行への道を模索。しかし、期限までにどの球団も関心を示さなかったことから、将来の指導者転身を視野に現役からの引退を決意。
2014年1月9日に現役引退を表明。引退を決めた理由については、「走・攻・守全部できないと意味がない」という表現で、下半身の故障によって守備や走塁を満足にこなせないことを挙げた。15年間の現役生活については、「ケガが多かったことには悔いがない。完全燃焼できた」という言葉で、すがすがしく述懐した。引退会見は日本ハム二軍寮の食堂に急遽用意された会場で行うといった簡素なものであった。
引退後は国際スカウトへの助言を目的に、古巣・巨人と業務委託契約を締結する。フロントには所属せずに、日本の他球団に所属する外国人選手やアジア各国のプロ野球選手を、「日本のプロ野球に適合するか」という視点から球団の必要に応じて幅広く調査する。このような契約を結ぶ背景には、二岡に「グラウンドの外からバッティングを勉強したい」という意向が強いことや、巨人の国際部に日本人のプロ野球経験者が少ないことが挙げられている。その他に北海道放送・北海道テレビ放送・日テレジータスの解説者として2年間を務めた。
2015年10月27日、2016年から巨人の二軍打撃コーチに就任することが発表された。12月15日、背番号は75と発表された。3年ぶりの現場復帰。また、2017年からは一軍打撃コーチに就任。また、背番号は81に変更された。岡本和真に助言を送り、急成長に寄与したが、2018年10月22日に退任が発表された。
2018年11月8日、ベースボール・チャレンジ・リーグの富山GRNサンダーバーズと監督就任で合意したことが発表された。2019年シーズンは、前期は優勝マジックを点灯させながら2位であった。後期は3位に終わり、シーズン終了後の9月17日に今シーズン限りでの退任が球団から発表された。理由は明らかにしていない。
2020年から読売ジャイアンツに三軍総合コーチとして復帰することが、2019年11月29日に発表された。背番号は76。2020年8月1日からは三軍監督に就任。
2021年7月21日に行われた全軍混合紅白戦「リアルジャイアンツカップ」では二岡軍として優勝を決めた。
2021年10月、二軍監督代行に就任し、2022年より正式に二軍監督に就任。
2024年より、ヘッド兼チーフ打撃コーチに配置転換された。

## 選手としての特徴
グラウンドや打席ではポーカーフェイスを貫いている。これは中学・高校時代の「野球選手はグラウンドで歯を見せるな」という教えを守っているためであるという。
右に打つ技術はトップクラスであり、2007年の本塁打は半分を右に放ち、「ミスター右中間」とも称された。守備では肩が抜群に強かったものの、守備範囲は狭い。

## 人物

### 「二岡ボックス」
2003年オフに、それまで個人シートを設置していた川相昌弘が中日ドラゴンズへ移籍したこと、打率.300、29本塁打の好成績、ベストナイン受賞、年俸1億円突破などの功績で主力選手と認められたことで、2004年シーズンより二岡の自費で観客を招く『二岡ボックス』の設置が球団から許可された。この二岡ボックスは、本人の「交通事故によって（親を失った）自分と同じような境遇にある子どもたちに僕のプレーを見てもらいたい」という希望により、交通事故で親が死亡または重い後遺症を背負った小・中学生を対象に、東京ドームで開かれる読売ジャイアンツ主催のプロ野球公式戦の全試合に、各試合4人ずつを招待する（チケット並びに交通費など観戦費用の補助も含む）為の席として設けられた。
二岡ボックスの実施により、2004年11月には、独立行政法人自動車事故対策機構から感謝状を贈呈されている。

### スキャンダル
2008年7月6日に、同郷の広島県出身である山本モナと「東京都品川区五反田のラブホテル街に出入りしていた」という記事が、2008年7月10日発売の女性週刊誌『女性セブン』に、写真付きで不倫スキャンダルとして掲載された。プロ野球史上最も歴史が古い巨人は長年、「巨人軍は紳士であれ」という伝統を受け継いでいるため、その伝統を汚してしまった。このため一軍復帰は見送られた。同年のシーズンオフをもって、林昌範とともに日本ハムにトレードとなる。長年巨人を支えた看板選手の一人でなおかつ当時は選手会長であり、その年は故障で若い坂本にスタメンを奪われたものの当時32歳でまだまだ坂本ら若手と競争となってもスタメンを奪回できる機会や実力はあると思われたため、1シーズンの不振でトレードされたことについてはこのスキャンダルが原因と考える世論も多かった。 同時にトレードされた林もプライベートでのスキャンダル疑惑が当時写真誌に報じられており、それらの報道の真偽がどうであれ球団のイメージダウンに繋がる可能性もあるため、「二岡と共に球団のイメージダウンを嫌って追放されたのでは」と週刊誌等で臆測が流れていた。二岡は、髪を丸刈りにしてこの騒動を謝罪した。

### 慈善活動
2011年3月11日に発生した東日本大震災（東北地方太平洋沖地震）の義援金として日本赤十字社を通じ200万円を寄付している。

### その他
- 趣味はゴルフ。富山の監督に就任した際に富山での生活について聞かれ「ゴルフクラブを持っていけば大丈夫かなと思っています」と返答したほど[55]。
- 自分で料理を作るのが嫌いで、日本ハムでチームメイトだった武田勝からも「あの人は絶対に自炊しない」と言われた[55]。本人曰く「料理ができないわけではないが、後片付けがめんどくさい」とのことで、富山では単身赴任での生活となるが「スーパーで惣菜を買います」と語っている[55]。

## 詳細情報

### 年度別打撃成績
| 年 度      | 球 団      | 試 合 | 打 席 | 打 数 | 得 点 | 安 打 | 二 塁 打 | 三 塁 打 | 本 塁 打 | 塁 打 | 打 点 | 盗 塁 | 盗 塁 死 | 犠 打 | 犠 飛 | 四 球 | 敬 遠 | 死 球 | 三 振 | 併 殺 打 | 打 率 | 出 塁 率 | 長 打 率 | O P S |
| ---------- | ---------- | ----- | ----- | ----- | ----- | ----- | -------- | -------- | -------- | ----- | ----- | ----- | -------- | ----- | ----- | ----- | ----- | ----- | ----- | -------- | ----- | -------- | -------- | ----- |
| 1999       | 巨人       | 126   | 462   | 418   | 49    | 121   | 14       | 0        | 18       | 189   | 51    | 8     | 2        | 6     | 3     | 33    | 0     | 2     | 92    | 7        | .289  | .342     | .452     | .794  |
| 2000       | 巨人       | 119   | 335   | 298   | 35    | 79    | 10       | 0        | 10       | 119   | 32    | 9     | 5        | 9     | 1     | 23    | 2     | 4     | 57    | 5        | .265  | .325     | .399     | .724  |
| 2001       | 巨人       | 86    | 265   | 240   | 35    | 56    | 9        | 1        | 5        | 82    | 23    | 10    | 4        | 10    | 0     | 13    | 0     | 2     | 44    | 1        | .233  | .278     | .342     | .620  |
| 2002       | 巨人       | 112   | 444   | 398   | 64    | 112   | 21       | 1        | 24       | 207   | 67    | 3     | 2        | 16    | 1     | 27    | 0     | 2     | 79    | 7        | .281  | .329     | .520     | .850  |
| 2003       | 巨人       | 140   | 624   | 573   | 88    | 172   | 18       | 1        | 29       | 279   | 67    | 14    | 8        | 14    | 3     | 31    | 2     | 3     | 92    | 12       | .300  | .338     | .487     | .825  |
| 2004       | 巨人       | 91    | 360   | 327   | 27    | 88    | 10       | 0        | 9        | 125   | 49    | 0     | 0        | 1     | 1     | 25    | 2     | 6     | 72    | 7        | .269  | .331     | .382     | .714  |
| 2005       | 巨人       | 139   | 593   | 539   | 64    | 162   | 25       | 0        | 16       | 235   | 58    | 3     | 0        | 5     | 3     | 37    | 1     | 9     | 79    | 13       | .301  | .354     | .436     | .790  |
| 2006       | 巨人       | 146   | 598   | 551   | 67    | 159   | 26       | 0        | 25       | 260   | 79    | 0     | 1        | 6     | 5     | 30    | 1     | 6     | 113   | 15       | .289  | .329     | .472     | .801  |
| 2007       | 巨人       | 139   | 562   | 508   | 68    | 150   | 22       | 0        | 20       | 232   | 83    | 1     | 2        | 10    | 3     | 34    | 2     | 7     | 91    | 15       | .295  | .346     | .457     | .803  |
| 2008       | 巨人       | 31    | 98    | 86    | 7     | 24    | 3        | 0        | 1        | 30    | 7     | 0     | 2        | 1     | 1     | 9     | 0     | 1     | 24    | 0        | .279  | .351     | .349     | .699  |
| 2009       | 日本ハム   | 69    | 187   | 170   | 25    | 43    | 5        | 0        | 4        | 60    | 25    | 0     | 1        | 2     | 2     | 10    | 0     | 3     | 36    | 5        | .253  | .303     | .353     | .656  |
| 2010       | 日本ハム   | 103   | 355   | 328   | 26    | 86    | 15       | 0        | 7        | 122   | 47    | 0     | 0        | 5     | 3     | 18    | 0     | 1     | 59    | 8        | .262  | .300     | .372     | .672  |
| 2011       | 日本ハム   | 55    | 117   | 103   | 12    | 29    | 2        | 0        | 3        | 40    | 14    | 0     | 0        | 1     | 0     | 13    | 1     | 0     | 22    | 2        | .282  | .362     | .388     | .750  |
| 2012       | 日本ハム   | 65    | 94    | 85    | 4     | 30    | 1        | 0        | 2        | 37    | 14    | 0     | 0        | 0     | 1     | 7     | 1     | 1     | 13    | 3        | .353  | .404     | .435     | .840  |
| 2013       | 日本ハム   | 36    | 45    | 42    | 0     | 3     | 1        | 0        | 0        | 4     | 6     | 0     | 0        | 0     | 1     | 2     | 0     | 0     | 16    | 1        | .071  | .111     | .095     | .206  |
| 通算：15年 | 通算：15年 | 1457  | 5139  | 4666  | 571   | 1314  | 182      | 3        | 173      | 2021  | 622   | 48    | 27       | 86    | 28    | 312   | 12    | 47    | 889   | 101      | .282  | .331     | .433     | .764  |

- 各年度の太字はリーグ最高

### 年度別守備成績
| 年 度 | 一塁  | 一塁  | 一塁  | 一塁  | 一塁  | 一塁     | 三塁  | 三塁  | 三塁  | 三塁  | 三塁  | 三塁     | 遊撃  | 遊撃  | 遊撃  | 遊撃  | 遊撃  | 遊撃     | 外野  | 外野  | 外野  | 外野  | 外野  | 外野     |
| 年 度 | 試 合 | 刺 殺 | 補 殺 | 失 策 | 併 殺 | 守 備 率 | 試 合 | 刺 殺 | 補 殺 | 失 策 | 併 殺 | 守 備 率 | 試 合 | 刺 殺 | 補 殺 | 失 策 | 併 殺 | 守 備 率 | 試 合 | 刺 殺 | 補 殺 | 失 策 | 併 殺 | 守 備 率 |
| ----- | ----- | ----- | ----- | ----- | ----- | -------- | ----- | ----- | ----- | ----- | ----- | -------- | ----- | ----- | ----- | ----- | ----- | -------- | ----- | ----- | ----- | ----- | ----- | -------- |
| 1999  | -     | -     | -     | -     | -     | -        | -     | -     | -     | -     | -     | -        | 120   | 149   | 326   | 9     | 63    | .981     | -     | -     | -     | -     | -     | -        |
| 2000  | -     | -     | -     | -     | -     | -        | -     | -     | -     | -     | -     | -        | 117   | 130   | 213   | 7     | 36    | .980     | -     | -     | -     | -     | -     | -        |
| 2001  | -     | -     | -     | -     | -     | -        | -     | -     | -     | -     | -     | -        | 80    | 98    | 175   | 7     | 30    | .975     | -     | -     | -     | -     | -     | -        |
| 2002  | -     | -     | -     | -     | -     | -        | -     | -     | -     | -     | -     | -        | 105   | 109   | 261   | 5     | 40    | .987     | 2     | 5     | 0     | 0     | 0     | 1.000    |
| 2003  | -     | -     | -     | -     | -     | -        | 1     | 0     | 0     | 0     | 0     | ----     | 140   | 197   | 384   | 12    | 59    | .980     | -     | -     | -     | -     | -     | -        |
| 2004  | -     | -     | -     | -     | -     | -        | -     | -     | -     | -     | -     | -        | 91    | 129   | 237   | 7     | 41    | .981     | -     | -     | -     | -     | -     | -        |
| 2005  | -     | -     | -     | -     | -     | -        | -     | -     | -     | -     | -     | -        | 139   | 167   | 409   | 12    | 64    | .980     | -     | -     | -     | -     | -     | -        |
| 2006  | -     | -     | -     | -     | -     | -        | 6     | 1     | 3     | 1     | 0     | .800     | 144   | 167   | 400   | 7     | 69    | .988     | -     | -     | -     | -     | -     | -        |
| 2007  | -     | -     | -     | -     | -     | -        | 4     | 3     | 0     | 0     | 0     | 1.000    | 139   | 168   | 421   | 9     | 71    | .985     | -     | -     | -     | -     | -     | -        |
| 2008  | -     | -     | -     | -     | -     | -        | 25    | 12    | 52    | 6     | 2     | .914     | 1     | 2     | 2     | 0     | 1     | 1.000    | -     | -     | -     | -     | -     | -        |
| 2009  | -     | -     | -     | -     | -     | -        | 10    | 1     | 11    | 0     | 1     | 1.000    | 8     | 14    | 17    | 0     | 4     | 1.000    | -     | -     | -     | -     | -     | -        |
| 2010  | 17    | 133   | 10    | 1     | 9     | .993     | 3     | 0     | 2     | 0     | 0     | 1.000    | 5     | 10    | 20    | 0     | 7     | 1.000    | -     | -     | -     | -     | -     | -        |
| 通算  | 17    | 133   | 10    | 1     | 9     | .993     | 49    | 17    | 68    | 7     | 3     | .924     | 1089  | 1340  | 2865  | 73    | 485   | .983     | 2     | 5     | 0     | 0     | 0     | 1.000    |

### 表彰
- ベストナイン：1回（遊撃手部門：2003年）
- JA全農Go・Go賞：1回（好捕賞：2007年7月）
- 日本シリーズMVP：1回（2002年）
- 東京ドームMVP：1回（2003年[56]）

### 記録
初記録
- 初出場：1999年4月2日、対阪神タイガース1回戦（東京ドーム）、8回表に川相昌弘に代わり遊撃手で出場
- 初打席：同上、8回裏に福原忍から中飛
- 初先発出場：1999年4月3日、対阪神タイガース2回戦（東京ドーム）、7番・遊撃手で先発出場
- 初安打：同上、7回裏に川尻哲郎から中前安打
- 初本塁打・初打点：1999年4月14日、対広島東洋カープ2回戦（東京ドーム）、5回裏に黒田博樹から左越ソロ
- 初盗塁：1999年4月21日、対広島東洋カープ5回戦（広島市民球場）、3回表に二盗（投手：菊地原毅、捕手：西山秀二）

節目の記録
- 100本塁打：2005年6月3日、対福岡ソフトバンクホークス4回戦（東京ドーム）、5回裏に新垣渚から左中間へソロ ※史上239人目[57]
- 1000試合出場：2007年5月18日、対中日ドラゴンズ10回戦（ナゴヤドーム）、5番・遊撃手で先発出場 ※史上417人目[58]
- 1000安打：2007年6月2日、対西武ライオンズ1回戦（グッドウィルドーム）、5回表に山崎敏から左越3ラン ※史上245人目[59]
- 150本塁打：2007年8月2日、対横浜ベイスターズ17回戦（横浜スタジアム）、1回表にマットホワイトから先制ソロ ※史上145人目[60]（巨人選手として11人目）

その他の記録
- 2打席連続満塁本塁打：2006年4月30日、対中日ドラゴンズ6回戦（東京ドーム）、4回裏に石井裕也、5回裏にクラウディオ・ガルバから[26]※史上初[注 1]
- 1試合2満塁本塁打：同上 ※史上2人目[注 2]
- 1試合10打点：同上 ※セ・リーグ最多タイ[注 3]
- 全球団から本塁打：2010年5月19日、対読売ジャイアンツ2回戦（札幌ドーム）、6回裏にディッキー・ゴンザレスから左越決勝2ラン ※史上18人目
- オールスターゲーム出場：7回（1999年、2000年、2003年、2004年、2006年、2009年、2010年）

### 背番号
- 7（1999年[2] - 2008年、2019年）
- 23（2009年 - 2013年）
- 75（2016年[36]）
- 81（2017年[37] - 2018年）
- 76（2020年[37] - ）

### 登場曲
- 「ハッピーサマーウェディング」モーニング娘。（2000年）
- 「Tubthumping」Chumbawamba（2001年開幕 - 4月中旬）
- 「Stand Up」倉木麻衣（2001年4月中旬 - 9月下旬）
- 「My Star」Naimee Coleman（2001年9月下旬 - 終了）
- 「Sky High」DJ Miko（2002年 - ）
- 「Sky High」Jigsaw（2002年 - 2013年）

## 関連情報

### 出演番組
- スポーツマンNo.1決定戦（第9回、2003年）